# Wolfram Keil
Wolfram Keil (* 1971 in Zwickau) ist ein deutscher Politiker (parteilos, bis 2021 AfD), der von 2019 bis 2024 Landtagsabgeordneter in Sachsen war.

## Leben
Keil ist Diplom-Ingenieur der Physik und lebt mit seiner Familie in Zwickau. Er war einer der Gründer der inzwischen eingestellten Preissuchmaschine PreisRoboter.de. Am 1. September 2019 gelang ihm bei der Landtagswahl in Sachsen 2019 der Einzug als Abgeordneter in den Sächsischen Landtag für die AfD Sachsen. Er zog über die Landesliste in den Landtag ein. Im April 2021 verließ er die AfD und deren Landtagsfraktion. Bei der Landtagswahl 2024 trat er nicht wieder an.